# Klarysew (przystanek kolejowy)
Klarysew – zlikwidowany wąskotorowy kolejowy przystanek osobowy w Konstancinie-Jeziornie, w dzielnicy Klarysew, w województwie mazowieckim, w Polsce. Budynek dworcowy pochodzi z 2. połowy XIX wieku. Znajduje się przy ulicy Warszawskiej 64.
Klarysew uzyskał połączenie z wąskotorową Koleją Wilanowską z Wilanowa w lipcu 1895 roku. 